# Hymenaphorurini
Tribu
Les Hymenaphorurini sont une tribu de collemboles de la famille des Onychiuridae.

## Liste des genres
Selon Checklist of the Collembola of the World (version du 3 octobre 2019) :
- Arneria Pomorski, 2000
- Dinochiurus Pomorski & Steinmann, 2004
- Heteraphorura Bagnall, 1948
- Hymenaphorura Bagnall, 1948
- Kalaphorura Absolon, 1901
- Kennethia Smolis & Skarzynski, 2013
- Paronychiurus Bagnall, 1948
- Probolaphorura Dunger, 1977
- Protaphorurodes Bagnall, 1949
- Psyllaphorura Bagnall, 1948
- Reducturus Pomorski & Steinmann, 2004
- Sacaphorura Pomorski & Steinmann, 2004
- Vexaphorura Pomorski & Steinmann, 2004
- Wandaphorura Pomorski, 2007

## Publication originale
- Pomorski, 1996 : The first instar larvae of Onychiurinae - a systematic study (Collembola: Onychiuridae). Genus (Wroclaw), vol. 7, no 1, p. 1-102.